# Kościół Bożego Ciała w Siedlcach
Kościół pw. Bożego Ciała  w Siedlcach – kościół murowany w stylu współczesnym, w Siedlcach przy ulicy Monte Cassino 36. Świątynia została wybudowana w latach 1991–1998 staraniem ks. Stanisława Wojteczuka, natomiast konsekrowany 29 listopada 1998 roku przez ks. bp. Jana Wiktora Nowaka.

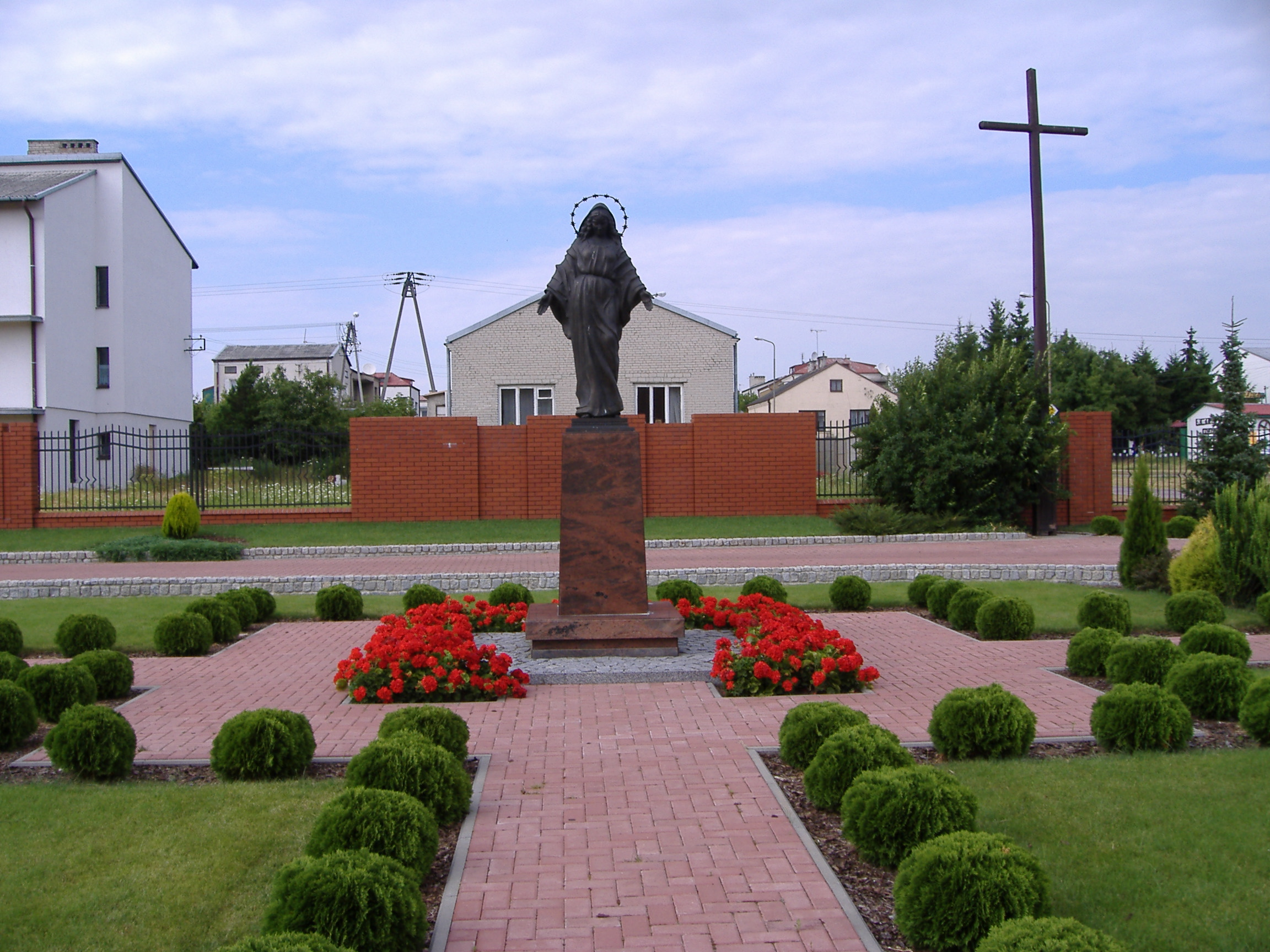
Figura Matki Boskiej przy Kościele Bożego Ciała w Siedlcach